# Miss Mato Grosso do Sul 2011
Miss Mato Grosso do Sul 2011 foi a 30ª edição do tradicional concurso de beleza feminino de Miss Mato Grosso do Sul. Esta edição enviou a melhor candidata sul-matogrossense para a disputa nacional de Miss Brasil 2011, válido para a disputa de Miss Universo. A competição contou com a participação de apenas seis (6) municípios do Estado e suas respectivas aspirantes municipais. A coordenação do evento é comandada, pela Arena Models, representada por Melissa Tamaciro. O certame foi realizado no dia 24 de Junho em Campo Grande e teve como campeã, Raíza Vidal, de Ivinhema.

## Resultados

### Colocações
| Posição   | Cidade e Candidata              |
| Vencedora | - Ivinhema - Raíza Vidal        |
| 2º. Lugar | - Campo Grande - Driely Rezende |
| 3º. Lugar | - Bonito - Ana Lúcia Vargas     |

## Candidatas
As candidatas ao título deste ano:
- Bela Vista - Stéfanie Leite [8]
- Bonito - Ana Lúcia Vargas [9]
- Campo Grande - Driely Rezende [10]
- Cassilândia - Queizi Nascimento
- Fátima do Sul - Josiane Lima
- Ivinhema - Raíza Vidal